# Matthew Lewis
Matthew David Lewis (Leeds, West Yorkshire, 27 de juny de 1989) és un actor britànic, principalment conegut pel seu paper a tota la saga de Harry Potter, on interpreta el paper de Neville Longbottom.

## Biografia
Lewis va néixer a la ciutat de Leeds, West Yorkshire, Anglaterra, Regne Unit i es va criar en la seva localitat de Horsforth. És fill de Lynda Needham Lewis i Adrian Lewis. Té dos germans: Chris Lewis i l'actor Anthony Lewis.Va anar a la St. Mary's Catholic High School, Menston.
Lewis va començar la seva carrera amb cinc anys amb diversos papers per a la televisió. Les audicions obertes que es van realitzar a la seva ciutat sis anys més tard el convertirien en Neville Longbottom de la saga de major èxit de la història, Harry Potter basada en la sèrie de llibres escrita per J. K. Rowling. El seu paper com a Neville li ha suposat una gran quantitat de fans a tot el món.
Lewis també va treballar a la televisió com Jamie Bradley en la coneguda sèrie de Kay Mellor per a la BBC One The Syndicate, paper pel qual va rebre una nominació als Premis de la Crítica Televisiva en la categoria de "millor actor". Poc després va interpretar Dodd en la pel·lícula Wasteland, juntament amb Iwan Rheon, Timothy Spall, Vanessa Kirby i Luke Treadaway.
El 2012 va debutar en el Teatre Duchess del districte West End amb l'obra de Jonathan Lewis, Our Boys, on va compartir cartell amb els actors Laurence Fox i Luke Treadaway.
Dos anys després es va unir al càsting de la guardonada sèrie Bluestone 42, de la BBC Three: una comèdia dramàtica sobre un destacament britànic d'eliminació de bombes a Afganistan en el qual Lewis interpretava l'expert en munició, Gordon House; l'actor va tornar a la tercera temporada de la sèrie al març de 2015. En l'actualitat, el podem veure en el seu paper de Sergent Drum Drummond en Ripper Street, un drama policíac produït per la BBC One i Amazon Video. També va interpretar a Sean Balmforth en la sèrie de guanyadora d'un Premi BAFTA, Happy Valley, de Sally Wainwright. El 2016, va interpretar Patrick en la pel·lícula Jo abans de tu al costat d'Emilia Clarke i Sam Claflin.

## Vida privada
Lewis és vicepresident de l'obra de caritat Leeds Rugby Foundation.
Lewis ha descrit que l'11 és el seu nombre de la sort, fins i tot té un tatuatge en el braç dret amb aquest número. Des de 2015 viu a la ciutat de Londres.

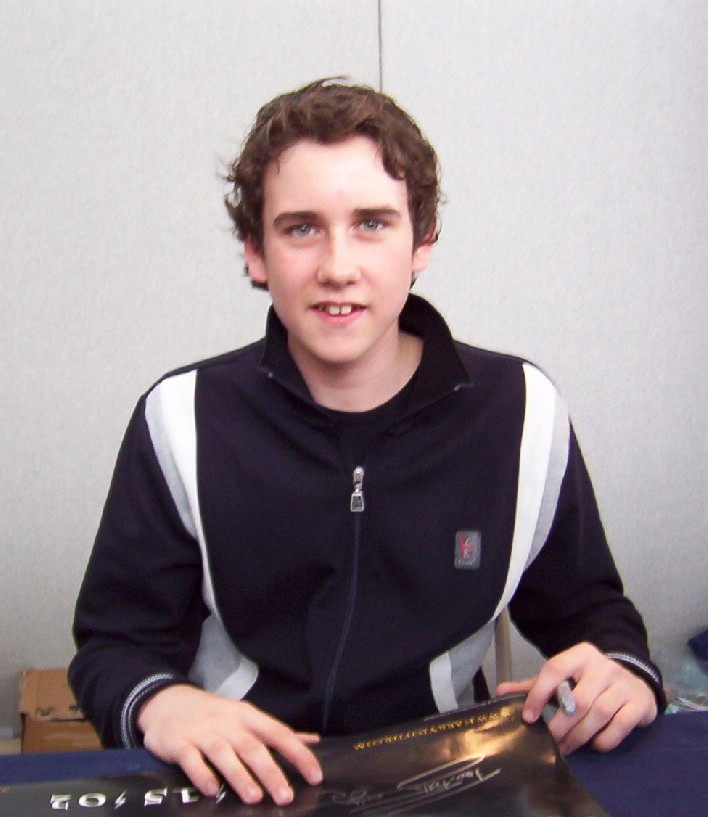
Matthew Lewis el 2003.

## Filmografia
| Any  | Pel·lícula                                       | Paper              | Notes        |
| ---- | ------------------------------------------------ | ------------------ | ------------ |
| 1995 | Some Kind of Life                                | Johnathan Taylor   |              |
| 2001 | Harry Potter i la pedra filosofal                | Neville Longbottom |              |
| 2002 | Harry Potter i la cambra secreta                 | Neville Longbottom |              |
| 2004 | Harry Potter i el pres d'Azkaban                 | Neville Longbottom |              |
| 2005 | Harry Potter i el calze de foc                   | Neville Longbottom |              |
| 2007 | Harry Potter i l'Orde del Fènix                  | Neville Longbottom |              |
| 2009 | Harry Potter i el misteri del Príncep            | Neville Longbottom |              |
| 2010 | The Sweet Shop                                   | Periodista         |              |
| 2010 | Harry Potter i les relíquies de la Mort - Part 1 | Neville Longbottom |              |
| 2011 | Harry Potter i les relíquies de la Mort - Part 2 | Neville Longbottom |              |
| 2012 | Wasteland                                        | Dodd               |              |
| 2012 | The Night of the Loving Dead                     | Nigel              | Curtmetratge |